# Stratiodrilus arreliai
Stratiodrilus arreliai är en ringmaskart som beskrevs av Ayrton Amaral och Morgado 1997. Stratiodrilus arreliai ingår i släktet Stratiodrilus och familjen Histriobdellidae. Inga underarter finns listade i Catalogue of Life.